# Span of Control

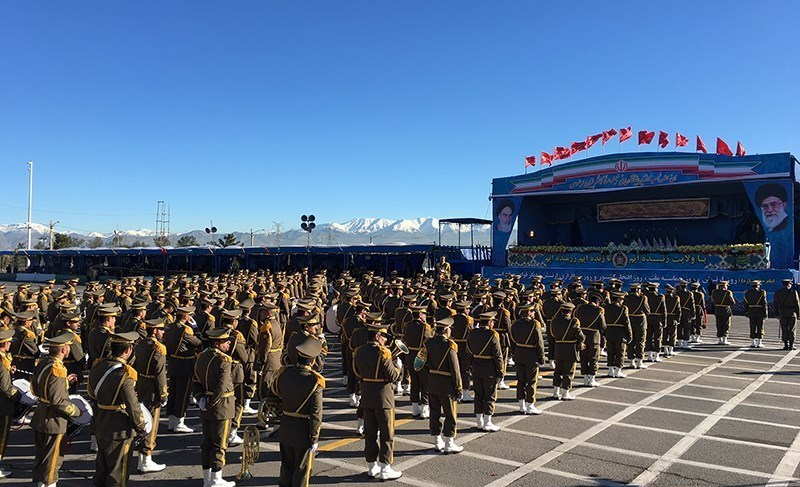
Défilé de l'armée iranienne qui a eu lieu le 23 Avril 2016. Image liée à l'article Le Span of control, l'eventail de subordination.

Le Span of Control, que l'on peut traduire en français par « l'éventail de subordination » est une notion de management définissant le nombre idéal de subordonnés que peut gérer une personne.
Cette notion est également utilisée dans la gestion de crise, notamment par le système de standardisation international de commandement Incident Command System.